# Symphonie no 6 de Sibelius
Pour les articles homonymes, voir Symphonie no 6.
La symphonie no 6, op. 104, de Jean Sibelius est commencée en 1919 et achevée en 1923. La partition ne mentionne pas la tonalité, mais habituellement, elle est désignée comme la symphonie en ré mineur. Elle est créée le 19 février 1923 par l'Orchestre philharmonique d'Helsinki dirigé par le compositeur.

## Historique
Les troisième et sixième symphonies sont les symphonies les moins souvent jouées de Sibelius. Après l'héroïsme de la cinquième symphonie, le lyrisme et le manque apparent de drame dans la sixième symphonie ont surpris le public. Pourtant, l'œuvre était plus accessible que la quatrième symphonie qui avait été composée onze ans plus tôt.
En 1919-1920, Sibelius a rétabli ses contacts à l'étranger dans une Europe qui sort d'un conflit sanglant. Maintenant, il peut donner des concerts au Danemark, en Norvège et en Grande-Bretagne. Ses sept années d'abstinence d'alcool sont oubliées, et il est vu à nouveau en ville avec ses amis comme aux beaux jours de sa jeunesse. Cependant, après chaque excès de boisson, il s'enferme dans sa chambre pendant des jours et se consacre à la composition.
Sibelius a trouvé les thèmes pour la sixième symphonie tout en travaillant à la cinquième, et une partie du matériel a été rédigé à l'origine pour un concerto pour violon. Plus tard Sibelius a envisagé une œuvre appelée Kuutar (Lune): les matériaux thématiques de cette œuvre ont été incorporés dans la sixième symphonie.
La sixième Symphonie de Sibelius est un chef-d'œuvre, même si certaines de ses dimensions sont restées inaperçues pendant des décennies. Mais dans les esquisses composées pendant la Première Guerre mondiale, il y avait encore matière à un autre ouvrage. Son écriture a suivi très rapidement l'achèvement de la sixième symphonie. La septième symphonie sera le point culminant de la musique symphonique de Sibelius.

### Orchestration
| Instrumentation de la sixième symphonie                                        |
| Cordes                                                                         |
| premiers violons, seconds violons, altos, violoncelles, contrebasses 1 harpe   |
| Bois                                                                           |
| 2 flûtes, 2 hautbois, 2 clarinettes en si, 1 clarinette basse en si, 2 bassons |
| Cuivres                                                                        |
| 4 cors en fa, 3 trompettes en si, 3 trombones                                  |
| Percussions                                                                    |
| timbales                                                                       |

## Structure
Elle est composée de quatre mouvements :
1. Allegro molto moderato
2. Allegretto moderato
3. Poco vivace
4. Finale. Allegro molto

## Analyse

### Allegro molto moderato
Le premier mouvement est un Allegro molto moderato, à 2/2.
Ce mouvement commence avec une phrase lyrique des cordes, à laquelle répondent les hautbois et les flûtes. Ce simple dialogue fournit le thème principal. Les notes de l'ouverture appartiennent au mode dorien, ré-mi-fa-sol-la; il ne manque que les notes si et do.

### Allegretto moderato
Le deuxième mouvement est un Allegretto moderato, en sol mineur.

### Poco vivace
Le troisième mouvement est noté « Poco vivace », à 6/8.

### Finale
Le Finale est noté « Allegro molto », à 4/4.